# Saison 2008-2009 du Stade rennais FC
Maillots
Chronologie
Saison précédente Saison suivante
La saison 2008-2009 du Stade rennais football club a débuté le 23 juin 2008 avec la reprise de l'entraînement. Engagé dans quatre compétitions, le club a débuté le 9 juillet 2008 avec les premiers matchs de préparation et a débuté le championnat le 4 août. La saison se terminera le 30 mai 2009 avec la fin du championnat de Ligue 1.
Le club est aussi engagé en Coupe de France, Coupe de la ligue.
Grâce à une sixième place en championnat l'année précédente, le club participe à la dernière édition de la Coupe Intertoto (19 & 26 juillet). Remportée de peu, elle permet au SRFC de participer aux qualifications pour la Coupe UEFA. L'équipe s'arrête au premier tour de la compétition, plus tôt que les deux autres fois. En championnat, malgré un bon parcours, marqué par une longue série d'invincibilité, l'équipe termine 7e, en dehors des places européennes. Enfin, la saison est marquée par le beau parcours en Coupe de France, mais le club s'incline en finale face à l'En Avant de Guingamp.

## Les dates marquantes de la saison
- 23 mai : Le calendrier de la saison est dévoilé[2]. La saison débute contre Marseille au Stade de la route de Lorient. Rennes affronte Nantes les 13 décembre (à domicile) et 16 mai, Lyon les 4 octobre (à domicile) et 28 février alors que le dernier match à domicile se joue contre Lorient le 23 mai, avant un déplacement final au Stade Vélodrome.
- 23 mai : Le Conseil d'Administration de la LFP valide la requête du Stade rennais de se doter d'une pelouse synthétique[3]. La demande faisait suite à de nombreux problèmes d'ensoleillement de la pelouse du fait de l'architecture du Stade. Le projet est ensuite reporté du fait du manque de temps pour la pose. Une nouvelle pelouse, naturelle, fut posée en juin.
- 23 juin : Reprise de l'entraînement[4].
- 29 juin - 10 juillet : Stage de préparation à Carnac (Morbihan). Le stage se termine par une victoire 4-0 sur Guingamp. Guy Lacombe a fait jouer deux équipes différentes à chaque mi-temps.
- 11 juillet : Transfert phare de l'été côté rennais. Asamoah Gyan est transféré de l'Udinese pour 8 millions d'euros et signe un contrat de quatre ans[5]
- 19 juillet : Premier match officiel de la saison, la Coupe Intertoto débute au Stade de la route de Lorient. Contre le Tavria Simferopol, le club l'emporte dans les arrêts de jeu (1-0).
- 21 juillet : départ d'un joueur majeur de l'effectif rennais. John Mensah rejoint l'Olympique lyonnais pour 8,4 millions d'euros. Il signe un contrat de 5 ans[6].
- 2 août : fin de l'un des feuilletons de l'été. Le Paris SG annonce officiellement qu'il renonce à recruter Jimmy Briand, courtisé depuis plusieurs mois[7].
- 9 août : match complètement fou pour la première journée de Ligue 1. Le Stade rennais et l'Olympique de Marseille font match nul 4-4. Trois buts sont marqués dans les arrêts de jeu, les Rennais égalisant par deux fois.
- 12 août : arrivé à Rennes la saison précédente, Rod Fanni est appelé pour la première fois en Équipe de France par Raymond Domenech[8].
- 30 août : décès de Guy David ancien entraîneur du Stade rennais entre 1997 et 1998[9].
- 1er septembre : à la suite du forfait d'Hatem Ben Arfa, Jimmy Briand est appelé en Équipe de France et y rejoint Rod Fanni[10]. Pour la première fois depuis 1967, deux Rennais sont simultanément chez les Bleus[11].
- 2 octobre : élimination du Stade rennais en Coupe UEFA. Après une victoire rennaise route de Lorient (2-1), le FC Twente dispose des Bretons au match retour (1-0) et se qualifie grâce à son but marqué à l'extérieur.
- 5 octobre : trois jours après avoir été sortie de la Coupe UEFA, l'équipe rennaise se venge. L'Olympique lyonnais perd route de Lorient 3-0. Mickaël Pagis réalise un coup du chapeau, et comme deux ans auparavant, le club breton inflige à l'OL sa première défaite de la saison.
- 11 octobre : Jimmy Briand rentre pour les dernières minutes du match opposant la France à la Roumanie. Il devient le premier joueur rennais depuis Bernard Lama en 2000 à porter les couleurs des Bleus[12].
- 9 novembre : Victoire historique du Stade Rennais à Saint-Étienne (3-0). Il faut remonter à 1947 pour trouver trace d'un tel succès rennais dans le Forez[13].
- 12 novembre : Élimination en huitièmes de finale de la Coupe de la Ligue, au Havre AC (1-2).
- 30 novembre : Le Stade rennais atteint la deuxième place du classement de la Ligue 1 après son succès face au Paris Saint-Germain (1-0).
- 21 décembre : Après une ultime victoire à Lorient (2-1), le Stade rennais termine la phase aller du championnat à la troisième place du classement, derrière l'Olympique lyonnais et les Girondins de Bordeaux. Trois fois seulement dans son histoire le Stade rennais avait atteint une telle place à mi-championnat : en 1970-1971, 1971-1972 et 1998-1999[14].
- 15 janvier : Joueur emblématique du club, Sylvain Wiltord est transféré à l'Olympique de Marseille après avoir résilié son contrat à l'amiable avec le Stade rennais.
- 18 janvier : Lille bat le Stade rennais (1-0) et met fin à une série de 18 matches de championnat sans défaite, record absolu de l'histoire du club.
- 21 février : Après quatre matches sans victoire, le Stade rennais renoue avec le succès à Nice (1-0). Les « Rouge et Noir » n'avaient plus gagné au Stade du Ray depuis 1970.
- 26 mars : La Commission de discipline de la LFP suspend le défenseur Kader Mangane, titulaire indiscutable, jusqu'au 1er juin 2009 pour un tacle ayant provoqué une double fracture tibia-péroné au Valenciennois Jonathan Lacourt. La veille, l'attaquant Jimmy Briand avait été victime d'une grave blessure au genou lors d'un entraînement avec l'Équipe de France. Le Stade rennais perd deux de ses principaux joueurs en deux jours, et ce jusqu'à la fin de la saison.
- 5 avril : Le FC Sochaux inflige au Stade rennais ce qui est alors son plus gros revers de la saison. La victoire 3 - 0 des Francs-Comtois a pour effet de faire décrocher les « Rouge et Noir » des équipes de tête au classement.
- 21 avril : Le Stade rennais se qualifie pour la finale de la Coupe de France en éliminant Grenoble (1 - 0) au Stade des Alpes. Une première pour les « Rouge et Noir s depuis 1971. Le lendemain, l'En Avant Guingamp se qualifie à son tour en battant Toulouse (2 - 1). L'édition 2008-2009 de la compétition propose pour la première fois un derby breton en affiche de la finale.
- 9 mai : Finale de la Coupe de France et premier match du Stade rennais au Stade de France. Pour la cinquième finale de son histoire dans cette compétition, le Stade rennais s'incline face à Guingamp (1 - 2).
- 31 mai : Dernière journée de Ligue 1. Obligé de l'emporter au Stade Vélodrome pour espérer une qualification européenne, les Rennais s'inclinent lourdement face à des Marseillais en lutte pour le titre de champion. C'est le plus gros revers de la saison pour les joueurs de Guy Lacombe, qui quitte le club à l'issue de ce match.

## Transferts en 2008-2009
| Date            | Nom                    | Nationalité         | Modalité                    | Provenance/Destination | Division           |
| Été 2008        |                        |                     |                             |                        |                    |
| Arrivées        |                        |                     |                             |                        |                    |
| 8 avril         | Bira Dembélé           | France              | Premier contrat (3 ans)     | -                      | CFA                |
| 14 mai          | Prince Oniangue        | République du Congo | Premier contrat (1 an)      | -                      | CFA                |
| 1er juin        | Yann M'Vila            | France              | Premier contrat (3 ans)     | -                      | CFA                |
| 1er juin        | Abdoul Razzagui Camara | France              | Premier contrat (3 ans)     | -                      | CFA                |
| 23 juin         | Nicolas Douchez        | France              | Transfert (3 ans, 1.7 M€)   | Toulouse FC            | Ligue 1            |
| 23 juin         | Yacine Brahimi         | France              | Premier contrat (3 ans)     | -                      | CFA                |
| 24 juin         | Carlos Bocanegra       | États-Unis          | Transfert libre (3 ans)     | Fulham FC              | Premier League     |
| 26 juin         | Jimmy Nirlo            | France              | Premier contrat (1 an)      | -                      | CFA                |
| 15 juillet      | Asamoah Gyan           | Ghana               | Transfert (4 ans, 8 M€)     | Udinese Calcio         | Série A            |
| 17 juillet      | Samuel Souprayen       | France              | Premier contrat (3 ans)     | -                      | CFA                |
| 5 août          | Lucien Aubey           | France              | Transfert (3 ans, 2 M€)     | RC Lens                | Ligue 2            |
| 5 août          | Kader Mangane          | Sénégal             | Transfert (4 ans, 3 M€)     | RC Lens                | Ligue 2            |
| 31 août         | John Boye              | Ghana               | Prêt (1 an)                 | Heart of Lions         | Premier League     |
| Départs         |                        |                     |                             |                        |                    |
| 1er juin        | Djimi Traoré           | Mali                | Retour de prêt              | Portsmouth FC          | Premier League     |
| 13 juin         | Lhadji Badiane         | France              | Prêt (1 an)                 | Clermont Foot          | Ligue 2            |
| 13 juin         | Kévin Bru              | France              | Prêt (1 an)                 | Clermont Foot          | Ligue 2            |
| 18 juin         | Étienne Didot          | France              | Transfert (4 ans, 5 M€)     | Toulouse FC            | Ligue 1            |
| 23 juin         | Fabrice Catherine      | France              | Transfert libre             | AS Cherbourg           | National           |
| 9 juillet       | Fabrice N'Guessi       | République du Congo | Prêt (1 an)                 | US Créteil-Lusitanos   | National           |
| 21 juillet      | John Mensah            | Ghana               | Transfert (4 ans, 8.4 M€)   | Olympique lyonnais     | Ligue 1            |
| 28 juillet      | Simon Pouplin          | France              | Transfert (2+1 ans, 400 k€) | SC Fribourg            | 2.Bundesliga       |
| 28 juillet      | Daniel Moreira         | France              | Prêt (1 an)                 | Grenoble Foot 38       | Ligue 1            |
| 20 août         | Guillaume Borne        | France              | Prêt (1 an)                 | Stade brestois         | Ligue 2            |
| 9 septembre     | Benjamin Moukandjo     | Cameroun            | Prêt (1 an)                 | Entente SSG            | National           |
| 7 octobre       | Felix Katongo          | Zambie              | Prêt (1 an)                 | Châteauroux            | Ligue 2            |
| Hiver 2008-2009 |                        |                     |                             |                        |                    |
| Départs         |                        |                     |                             |                        |                    |
| 2 janvier       | Olivier Sorlin         | France              | Prêt (6 mois)               | PAOK Salonique         | Superleague Ellàda |
| 15 janvier      | Sylvain Wiltord        | France              | Transfert libre (6 mois)    | Olympique de Marseille | Ligue 1            |
| 3 février       | Jimmy Nirlo            | France              | Transfert libre (2.5 ans)   | PAE Véroia             | Beta Ethniki       |

## L'effectif de la saison
| Poste² | Nat.³     | Nom                        | Naissance        | Sélection⁴ | Championnat | Championnat | Coupe France | Coupe France | Coupe Ligue | Coupe Ligue | Cpe Europe⁵ | Cpe Europe⁵ | Total Saison | Total Saison | Notes  |
| Poste² | Nat.³     | Nom                        | Naissance        | Sélection⁴ | M           | But inscrit | M            | But inscrit  | M           | But inscrit | M           | But inscrit | M            | But inscrit  | Notes  |
| ------ | --------- | -------------------------- | ---------------- | ---------- | ----------- | ----------- | ------------ | ------------ | ----------- | ----------- | ----------- | ----------- | ------------ | ------------ | ------ |
| D      | FRA       | Lucien Aubey               | 24 mai 1984      | Espoirs    | 13          | 0           | 0            | 0            | 2           | 0           | 0           | 0           | 15           | 0            |        |
| D      | USA       | Carlos Bocanegra           | 2 mai 1979       | A          | 38          | 1           | 5            | 1            | 0           | 0           | 4           | 1           | 47           | 3            |        |
| D      | FRA       | Guillaume Borne¹           | 12 février 1988  | -19        | 1           | 0           | 0            | 0            | 0           | 0           | 2           | 0           | 3            | 0            | [ 15 ] |
| D      | GHA       | John Boye                  | 23 avril 1987    | A          | 0           | 0           | 0            | 0            | 0           | 0           | 0           | 0           | 0            | 0            |        |
| M      | FRA       | Yacine Brahimi¹            | 8 février 1990   | -19        | 0           | 0           | 0            | 0            | 0           | 0           | 0           | 0           | 0            | 0            |        |
| A      | FRA       | Jimmy Briand¹              | 2 août 1985      | A          | 27          | 8           | 4            | 4            | 0           | 0           | 3           | 0           | 34           | 12           |        |
| A      | FRA       | Abdoul Razzagui Camara¹    | 20 février 1990  | -18        | 1           | 0           | 0            | 0            | 0           | 0           | 0           | 0           | 1            | 0            |        |
| M      | FRA       | Bruno Cheyrou              | 10 mai 1978      | A          | 23          | 4           | 4            | 0            | 1           | 0           | 3           | 0           | 31           | 4            |        |
| M      | FRA       | Romain Danzé¹              | 3 juillet 1986   | Espoirs    | 26          | 2           | 5            | 1            | 0           | 0           | 6           | 0           | 37           | 3            |        |
| D      | FRA       | Bira Dembélé¹              | 22 mars 1988     | Espoirs    | 2           | 0           | 0            | 0            | 1           | 0           | 3           | 0           | 6            | 0            |        |
| G      | FRA       | Nicolas Douchez            | 22 avril 1980    | -          | 37          | 0           | 6            | 0            | 1           | 0           | 6           | 0           | 50           | 0            |        |
| D      | NGR       | Elderson Uwa Echiejile     | 20 janvier 1988  | A          | 15          | 0           | 4            | 0            | 2           | 0           | 2           | 0           | 23           | 0            |        |
| A      | SUI       | Julián Estéban             | 16 novembre 1986 | Espoirs    | 3           | 0           | 1            | 0            | 0           | 0           | 0           | 0           | 4            | 0            |        |
| D      | FRA       | Rod Fanni                  | 6 décembre 1981  | A          | 37          | 2           | 6            | 0            | 0           | 0           | 6           | 1           | 49           | 3            |        |
| A      | GHA       | Asamoah Gyan               | 22 novembre 1985 | A          | 16          | 1           | 2            | 0            | 1           | 0           | 1           | 0           | 20           | 1            |        |
| D      | SWE       | Petter Hansson             | 14 décembre 1976 | A          | 33          | 1           | 6            | 0            | 1           | 0           | 6           | 0           | 46           | 1            |        |
| M      | ZAM       | Felix Katongo              | 18 avril 1984    | A          | 0           | 0           | 0            | 0            | 1           | 0           | 0           | 0           | 1            | 0            | [ 16 ] |
| A      | FRA / COD | Jirès Kembo Ekoko¹         | 8 janvier 1988   | Espoirs    | 20          | 2           | 4            | 1            | 2           | 1           | 2           | 0           | 28           | 4            |        |
| A      | FRA       | Yohann Lasimant¹           | 4 septembre 1989 | -19        | 1           | 0           | 0            | 0            | 0           | 0           | 0           | 0           | 1            | 0            | [ 17 ] |
| A      | FRA       | Damien Le Tallec¹          | 14 octobre 1990  | -19        | 0           | 0           | 0            | 0            | 0           | 0           | 0           | 0           | 0            | 0            |        |
| M      | FRA       | Fabien Lemoine¹            | 16 mars 1987     | Espoirs    | 38          | 0           | 6            | 0            | 0           | 0           | 4           | 0           | 48           | 0            |        |
| M      | FRA       | Jérôme Leroy               | 4 novembre 1974  | Espoirs    | 30          | 0           | 5            | 0            | 1           | 0           | 6           | 2           | 42           | 2            |        |
| G      | FRA       | Patrice Luzi               | 8 juillet 1980   | -          | 0           | 0           | 0            | 0            | 1           | 0           | 0           | 0           | 1            | 0            |        |
| D      | SEN       | Kader Mangane              | 23 mars 1983     | A          | 26          | 0           | 4            | 0            | 1           | 0           | 4           | 0           | 35           | 0            | [ 18 ] |
| M      | FRA       | Sylvain Marveaux¹          | 15 avril 1986    | Espoirs    | 5           | 0           | 0            | 0            | 0           | 0           | 3           | 0           | 8            | 0            |        |
| M      | CMR       | Stéphane Mbia¹             | 20 mai 1986      | A          | 27          | 0           | 5            | 1            | 1           | 0           | 2           | 1           | 35           | 2            |        |
| A      | FRA       | Daniel Moreira             | 8 août 1977      | A          | 0           | 0           | 0            | 0            | 0           | 0           | 1           | 0           | 1            | 0            | [ 19 ] |
| M      | FRA       | Yann M'Vila¹               | 29 juin 1990     | -19        | 0           | 0           | 0            | 0            | 0           | 0           | 0           | 0           | 0            | 0            |        |
| G      | SEN       | Cheick N'Diaye             | 15 février 1985  | A          | 1           | 0           | 1            | 0            | 0           | 0           | 0           | 0           | 2            | 0            |        |
| M      | FRA       | Jimmy Nirlo¹               | 23 août 1988     | -          | 0           | 0           | 0            | 0            | 0           | 0           | 0           | 0           | 0            | 0            | [ 20 ] |
| M      | CGO       | Prince Oniangue¹           | 4 novembre 1988  | A          | 5           | 0           | 0            | 0            | 2           | 0           | 0           | 0           | 7            | 0            |        |
| A      | FRA       | Mickaël Pagis              | 17 août 1973     | -          | 29          | 6           | 4            | 0            | 2           | 0           | 5           | 0           | 40           | 6            |        |
| M      | FRA       | Olivier Sorlin             | 9 avril 1979     | Espoirs    | 0           | 0           | 0            | 0            | 2           | 0           | 2           | 0           | 4            | 0            | [ 21 ] |
| D      | FRA       | Samuel Souprayen¹          | 2 février 1989   | -19        | 0           | 0           | 0            | 0            | 0           | 0           | 0           | 0           | 0            | 0            |        |
| A      | FRA       | Moussa Sow¹                | 19 janvier 1986  | Espoirs    | 32          | 9           | 6            | 2            | 2           | 1           | 5           | 1           | 45           | 13           |        |
| D      | FRA       | Kévin Théophile-Catherine¹ | 28 octobre 1989  | -          | 0           | 0           | 0            | 0            | 2           | 0           | 0           | 0           | 2            | 0            | [ 17 ] |
| A      | FRA       | Olivier Thomert            | 28 mars 1980     | -          | 23          | 4           | 4            | 0            | 1           | 0           | 5           | 0           | 33           | 4            |        |
| A      | FRA       | Sylvain Wiltord¹           | 10 mai 1974      | A          | 6           | 0           | 0            | 0            | 1           | 1           | 2           | 0           | 9            | 1            | [ 22 ] |

- 1 : joueur formé au club
- 2 : G, Gardien de but ; D, Défenseur ; M, Milieu de terrain ; A, Attaquant
- 3 : Nationalité sportive, certains joueurs possédant une double-nationalité
- 4 : sélection la plus élevée obtenue
- 5 : Matches de Coupe Intertoto et de Coupe UEFA confondus

## Équipe-type
Il s'agit de la formation la plus courante rencontrée en championnat.

## Les rencontres de la saison

### Liste
|    | Date         | Heure 1 | Compétition       | Tour                 | Adversaire            | Lieu 2 | Score       | Place       | Affluence |
| -- | ------------ | ------- | ----------------- | -------------------- | --------------------- | ------ | ----------- | ----------- | --------- |
| 1  | 9 juillet    | 18 h 30 | Amical            |                      | Guingamp (L2)         | N      | 4 – 0       | 4 – 0       | 1 500     |
| 2  | 12 juillet   | 18 h 00 | Amical            |                      | Valenciennes (L1)     | N      | 1 – 0       | 1 – 0       | 1 500     |
| 3  | 16 juillet   | 19 h 00 | Amical            |                      | Brest (L2)            | N      | 2 – 0       | 2 – 0       | 3 000     |
| 4  | 19 juillet   | 19 h 00 | Coupe Intertoto   | Troisième tour       | Tavria Simferopol UKR | D      | 1 – 0       | 1 – 0       | 12 500    |
| 5  | 23 juillet   | 19 h 00 | Amical            |                      | Sparta Prague CZE     | E      | 2 – 0       | 2 – 0       | ?         |
| 6  | 26 juillet   | 18 h 00 | Coupe Intertoto   | Troisième tour       | Tavria Simferopol UKR | E      | 0 – 1 a.p.3 | 0 – 1 a.p.3 | 12 000    |
| 7  | 2 août       | 19 h 15 | Amical            |                      | Nantes (L1)           | N      | 1 – 0       | 1 – 0       | 3 500     |
| 8  | 9 août       | 21 h 00 | Ligue 1           | 1                    | Marseille             | D      | 4 – 4       | 10          | 28 779    |
| 9  | 14 août      | 19 h 00 | Coupe UEFA        | Second tour de qual. | Stabæk NOR            | E      | 1 – 2       | 1 – 2       | 2 809     |
| 10 | 17 août      | 16 h 00 | Ligue 1           | 2                    | Grenoble              | E      | 0 – 1       | 16          | 17 528    |
| 11 | 24 août      | 16 h 00 | Ligue 1           | 3                    | Lille                 | D      | 2 – 1       | 10          | 20 878    |
| 12 | 28 août      | 20 h 30 | Coupe UEFA        | Second tour de qual. | Stabæk NOR            | D      | 2 – 0       | 2 – 0       | 11 785    |
| 13 | 31 août      | 17 h 00 | Ligue 1           | 4                    | Toulouse              | E      | 0 – 0       | 10          | 15 782    |
| 14 | 13 septembre | 19 h 00 | Ligue 1           | 5                    | Le Havre              | D      | 1 – 1       | 13          | 18 536    |
| 15 | 18 septembre | 20 h 50 | Coupe UEFA        | Premier tour         | FC Twente NED         | D      | 2 – 1       | 2 – 1       | 12 893    |
| 16 | 21 septembre | 17 h 00 | Ligue 1           | 6                    | Nancy                 | E      | 0 – 0       | 12          | 17 125    |
| 17 | 24 septembre | 21 h 00 | Coupe de la ligue | Troisième tour       | Le Mans               | D      | 2 – 2 a.p.4 | 2 – 2 a.p.4 | 11 089    |
| 18 | 27 septembre | 19 h 00 | Ligue 1           | 7                    | Nice                  | D      | 1 – 0       | 10          | 19 776    |
| 19 | 2 octobre    | 20 h 00 | Coupe UEFA        | Premier tour         | FC Twente NED         | E      | 0 – 1       | 0 – 1       | 20 300    |
| 20 | 5 octobre    | 17 h 00 | Ligue 1           | 8                    | Lyon                  | D      | 3 – 0       | 7           | 27 816    |
| 21 | 19 octobre   | 17 h 00 | Ligue 1           | 9                    | Auxerre               | E      | 0 – 0       | 7           | 10 974    |
| 22 | 25 octobre   | 19 h 00 | Ligue 1           | 10                   | Le Mans               | D      | 2 – 2       | 9           | 23 555    |
| 23 | 29 octobre   | 19 h 00 | Ligue 1           | 11                   | Valenciennes          | E      | 0 – 0       | 9           | 12 428    |
| 24 | 2 novembre   | 17 h 00 | Ligue 1           | 12                   | Sochaux               | D      | 1 – 0       | 6           | 21 856    |
| 25 | 9 novembre   | 17 h 00 | Ligue 1           | 13                   | Saint-Étienne         | E      | 3 – 0       | 4           | 24 441    |
| 26 | 12 novembre  | 21 h 00 | Coupe de la ligue | 1/8 de finale        | Le Havre              | E      | 1 – 2       | 1 – 2       | 5 540     |
| 27 | 16 novembre  | 17 h 00 | Ligue 1           | 14                   | Monaco                | D      | 2 – 1       | 3           | 21 086    |
| 28 | 22 novembre  | 19 h 00 | Ligue 1           | 15                   | Bordeaux              | E      | 1 – 1       | 4           | 25 213    |
| 29 | 30 novembre  | 21 h 00 | Ligue 1           | 16                   | Paris SG              | D      | 1 – 0       | 2           | 27 551    |
| 30 | 6 décembre   | 19 h 00 | Ligue 1           | 17                   | Caen                  | E      | 1 – 1       | 3           | 19 084    |
| 31 | 13 décembre  | 21 h 00 | Ligue 1           | 18                   | Nantes                | D      | 0 – 0       | 5           | 28 652    |
| 32 | 20 décembre  | 19 h 00 | Ligue 1           | 19                   | Lorient               | E      | 2 – 1       | 3           | 14 366    |
| 33 | 3 janvier    | 21 h 00 | Coupe de France   | 1/32 de finale       | Sochaux               | E      | 1 – 0       | 1 – 0       | 4 546     |
| 34 | 10 janvier   | 21 h 00 | Ligue 1           | 20                   | Grenoble              | D      | 1 – 0       | 3           | 19 506    |
| 35 | 18 janvier   | 21 h 00 | Ligue 1           | 21                   | Lille                 | E      | 0 – 1       | 4           | 12 031    |
| 36 | 24 janvier   | 20 h 30 | Coupe de France   | 1/16 de finale       | Saint-Étienne         | D      | 2 – 0       | 2 – 0       | 14 105    |
| 37 | 31 janvier   | 21 h 00 | Ligue 1           | 22                   | Toulouse              | D      | 0 – 0       | 5           | 27 030    |
| 38 | 7 février    | 19 h 00 | Ligue 1           | 23                   | Le Havre              | E      | 0 – 1       | 7           | 12 618    |
| 39 | 14 février   | 19 h 00 | Ligue 1           | 24                   | Nancy                 | D      | 1 – 1       | 6           | 19 002    |
| 40 | 21 février   | 21 h 00 | Ligue 1           | 25                   | Nice                  | E      | 1 – 0       | 7           | 9 718     |
| 41 | 1er mars     | 21 h 00 | Ligue 1           | 26                   | Lyon                  | E      | 1 – 1       | 6           | 34 870    |
| 42 | 4 mars       | 20 h 45 | Coupe de France   | 1/8 de finale        | Lorient               | D      | 3 – 0       | 3 – 0       | 14 650    |
| 43 | 8 mars       | 17 h 00 | Ligue 1           | 27                   | Auxerre               | D      | 2 – 0       | 6           | 27 116    |
| 44 | 14 mars      | 19 h 00 | Ligue 1           | 28                   | Le Mans               | E      | 2 – 2       | 7           | 9 862     |
| 45 | 18 mars      | 19 h 00 | Coupe de France   | Quart de finale      | Rodez (Nat.)          | D      | 2 – 0       | 2 – 0       | 18 964    |
| 46 | 21 mars      | 19 h 00 | Ligue 1           | 29                   | Valenciennes          | D      | 0 – 0       | 7           | 26 053    |
| 47 | 5 avril      | 17 h 00 | Ligue 1           | 30                   | Sochaux               | E      | 0 – 3       | 7           | 13 654    |
| 48 | 11 avril     | 21 h 00 | Ligue 1           | 31                   | Saint-Étienne         | D      | 1 – 0       | 7           | 25 222    |
| 49 | 18 avril     | 19 h 00 | Ligue 1           | 32                   | Monaco                | E      | 1 – 3       | 7           | 7 714     |
| 50 | 21 avril     | 20 h 45 | Coupe de France   | Demi-finale          | Grenoble              | E      | 1 – 0       | 1 – 0       | 17 822    |
| 51 | 26 avril     | 17 h 00 | Ligue 1           | 33                   | Bordeaux              | D      | Reporté5    | Reporté5    |           |
| 51 | 29 avril     | 20 h 00 | Ligue 1           | 33                   | Bordeaux              | D      | 2 – 3       | 7           | 26 079    |
| 52 | 3 mai        | 17 h 00 | Ligue 1           | 34                   | Paris SG              | E      | 1 – 0       | 7           | 43 875    |
| 53 | 9 mai        | 20 h 45 | Coupe de France   | Finale               | Guingamp (L2)         | N      | 1 – 2       | 1 – 2       | 80 056    |
| 54 | 13 mai       | 19 h 00 | Ligue 1           | 35                   | Caen                  | D      | 1 – 0       | 7           | 20 880    |
| 55 | 17 mai       | 17 h 00 | Ligue 1           | 36                   | Nantes                | E      | 1 – 1       | 7           | 26 078    |
| 56 | 23 mai       | 21 h 00 | Ligue 1           | 37                   | Lorient               | D      | 3 – 1       | 6           | 27 728    |
| 57 | 30 mai       | 21 h 00 | Ligue 1           | 38                   | Marseille             | E      | 0 – 4       | 7           | 55 873    |

- 1 Les rencontres de championnat auxquelles la LFP n'a pas encore donné d'heure précise peuvent encore être décalées du samedi au dimanche, ou du mercredi au mardi.
- 2 N : terrain neutre ; D : à domicile ; E : à l'extérieur ; drapeau : pays hôte du match international.
- 3 10-9 aux tirs au but.
- 4 4-3 aux tirs au but.
- 5 Reporté le 3 février à la suite de la qualification des Girondins de Bordeaux pour la finale de la coupe de la ligue, jouée la veille de la 33e journée. Le billets étaient vendus pour le vendredi 8 mai en cas de défaite en demi-finale de la Coupe de France, pour le mercredi 29 ou le jeudi 30 avril (date elle-même annulée) en cas de qualification pour la finale.

### Détail des matchs

#### Matchs amicaux
Note : rencontres opposant Rennes à d'autres équipes en dehors de toute compétition.

#### Matchs européens
Il s'agit des rencontres en Coupe Intertoto, et en phases préliminaire et finale de la Coupe UEFA.

### Bilan des compétitions
| Compétition       | Vainqueur final   | Débute au tour           | Place ou tour final | Première rencontre | Dernière rencontre | Nombre |
| ----------------- | ----------------- | ------------------------ | ------------------- | ------------------ | ------------------ | ------ |
| Coupe Intertoto   | SC Braga          | Troisième tour           | Qualifié            | 19 juillet 2008    | 26 juillet 2008    | 2      |
| Ligue 1           | FCG de Bordeaux   | 1re journée              | 7e                  | 9 août 2008        | 30 mai 2009        | 38     |
| Coupe UEFA        | Chakhtior Donetsk | 2e tour de qualification | Premier tour        | 14 août 2008       | 2 octobre 2008     | 4      |
| Coupe de la ligue | FCG de Bordeaux   | 1/16 de finale           | Huitièmes de finale | 24 septembre 2008  | 12 novembre 2008   | 2      |
| Coupe de France   | EA Guingamp       | 1/32 de finale           | Finaliste           | 3 janvier 2009     | 9 mai 2009         | 6      |

#### Ligue 1

##### Classement
| Rang | Équipe                 | Pts | J  | G  | N  | P  | Bp | Bc | Diff |
| ---- | ---------------------- | --- | -- | -- | -- | -- | -- | -- | ---- |
| 1    | Girondins de Bordeaux  | 80  | 38 | 24 | 8  | 6  | 64 | 34 | +30  |
| 2    | Olympique de Marseille | 77  | 38 | 22 | 11 | 5  | 67 | 35 | +32  |
| 3    | Olympique lyonnais (T) | 71  | 38 | 20 | 11 | 7  | 52 | 29 | +23  |
| 4    | Toulouse FC            | 64  | 38 | 16 | 16 | 6  | 45 | 27 | +18  |
| 5    | Lille OSC              | 64  | 38 | 17 | 13 | 8  | 51 | 39 | +12  |
| 6    | Paris SG               | 64  | 38 | 19 | 7  | 12 | 49 | 38 | +11  |
| 7    | Stade rennais          | 61  | 38 | 15 | 16 | 7  | 42 | 34 | +8   |
| 8    | AJ Auxerre             | 55  | 38 | 16 | 7  | 15 | 35 | 35 | 0    |
| 9    | OGC Nice               | 50  | 38 | 13 | 11 | 14 | 40 | 41 | -1   |
| 10   | FC Lorient             | 45  | 38 | 10 | 15 | 13 | 47 | 47 | 0    |
| 11   | AS Monaco              | 45  | 38 | 11 | 12 | 15 | 41 | 45 | -4   |
| 12   | Valenciennes FC        | 44  | 38 | 10 | 14 | 14 | 35 | 42 | -7   |
| 13   | Grenoble Foot 38 (P)   | 44  | 38 | 10 | 14 | 14 | 24 | 37 | -13  |
| 14   | FC Sochaux-Montbéliard | 42  | 38 | 10 | 12 | 16 | 40 | 48 | -8   |
| 15   | AS Nancy-Lorraine      | 42  | 38 | 10 | 12 | 16 | 38 | 47 | -9   |
| 16   | Le Mans UC 72          | 40  | 38 | 10 | 10 | 18 | 43 | 54 | -11  |
| 17   | AS Saint-Étienne       | 40  | 38 | 11 | 7  | 20 | 40 | 56 | -16  |
| 18   | SM Caen                | 37  | 38 | 8  | 13 | 17 | 42 | 49 | -7   |
| 19   | FC Nantes (P)          | 37  | 38 | 9  | 10 | 19 | 33 | 54 | -21  |
| 20   | Le Havre AC (P)        | 26  | 38 | 7  | 5  | 26 | 30 | 67 | -37  |

Légende :
- Ligue des Champions 2009-2010, phase de groupes : 1er et 2e
- Ligue des Champions 2009-2010, tour de barrages : 3e
- Ligue Europa 2009-2010, tour de barrages : 4e
- Ligue Europa 2009-2010, 3e tour de qualification : 5e[36]
- Ligue 2 (relégation) : 18e, 19e, 20e

P = Promus de Ligue 2 en 2008 
T = Tenant du titre 2008

##### Résultats
| Total | Total | Total | Total | Total | Total | Total | Total | Domicile | Domicile | Domicile | Domicile | Domicile | Domicile | Extérieur | Extérieur | Extérieur | Extérieur | Extérieur | Extérieur |
| J     | G     | N     | P     | Bp    | Bc    | Diff  | Pts   | G        | N        | P        | Bp       | Bc       | Diff     | G         | N         | P         | Bp        | Bc        | Diff      |
| ----- | ----- | ----- | ----- | ----- | ----- | ----- | ----- | -------- | -------- | -------- | -------- | -------- | -------- | --------- | --------- | --------- | --------- | --------- | --------- |
| 38    | 15    | 16    | 7     | 42    | 34    | +8    | 61    | 11       | 7        | 1        | 28       | 14       | +14      | 4         | 9         | 6         | 14        | 20        | -6        |

Dernière mise à jour : dimanche 31 mai 2009 ;

Source : LFP.

##### Résultats par journée
| Journée   | 01 | 02 | 03 | 04 | 05 | 06 | 07 | 08 | 09 | 10 | 11 | 12 | 13 | 14 | 15 | 16 | 17 | 18 | 19 | 20 | 21 | 22 | 23 | 24 | 25 | 26 | 27 | 28 | 29 | 30 | 31 | 32 | 33 | 34 | 35 | 36 | 37 | 38 |
| --------- | -- | -- | -- | -- | -- | -- | -- | -- | -- | -- | -- | -- | -- | -- | -- | -- | -- | -- | -- | -- | -- | -- | -- | -- | -- | -- | -- | -- | -- | -- | -- | -- | -- | -- | -- | -- | -- | -- |
| Terrain   | D  | E  | D  | E  | D  | E  | D  | D  | E  | D  | E  | D  | E  | D  | E  | D  | E  | D  | E  | D  | E  | D  | E  | D  | E  | E  | D  | E  | D  | E  | D  | E  | D  | E  | D  | E  | D  | E  |
| Résultats | N  | D  | V  | N  | N  | N  | V  | V  | N  | N  | N  | V  | V  | V  | N  | V  | N  | N  | V  | V  | D  | N  | D  | N  | V  | N  | V  | N  | N  | D  | V  | D  | D  | V  | V  | N  | V  | D  |
| Points    | 1  | 1  | 4  | 5  | 6  | 7  | 10 | 13 | 14 | 15 | 16 | 19 | 22 | 25 | 26 | 29 | 30 | 31 | 34 | 37 | 37 | 38 | 38 | 39 | 42 | 43 | 46 | 47 | 48 | 48 | 51 | 51 | 51 | 54 | 57 | 58 | 61 | 61 |
| Place     | 10 | 16 | 10 | 10 | 13 | 12 | 10 | 7  | 7  | 9  | 9  | 6  | 4  | 3  | 4  | 2  | 3  | 5  | 3  | 3  | 4  | 5  | 7  | 6  | 7  | 6  | 6  | 7  | 7  | 7  | 7  | 7  | 7  | 7  | 7  | 7  | 6  | 7  |

Mis à jour le : dimanche 31 mai 2009.
Source : Liste des rencontres

Terrain : D = Domicile ; E = Extérieur. Résultat: D = Défaite ; N = Nul ; V = Victoire.

##### Résultats par équipe
| Équipe        | Pl. | Points gagnés | Diff. | Date domicile | Score domicile | Score extérieur | Date extérieur |
| ------------- | --- | ------------- | ----- | ------------- | -------------- | --------------- | -------------- |
| Marseille     | 2   | 1             | -4    | 09-08-2008    | 4-4            | 0-4             | 30-05-2009     |
| Saint-Étienne | 17  | 6             | 4     | 11-04-2009    | 1-0            | 3-0             | 09-11-2008     |
| Nice          | 9   | 6             | 2     | 27-09-2008    | 1-0            | 1-0             | 21-02-2009     |
| Nantes        | 19  | 2             | 0     | 13-12-2008    | 0-0            | 1-1             | 17-05-2009     |
| Auxerre       | 8   | 4             | 2     | 08-03-2009    | 2-0            | 0-0             | 19-10-2008     |
| Lille         | 5   | 3             | 0     | 24-08-2008    | 2-1            | 0-1             | 18-01-2009     |
| Lorient       | 10  | 6             | 3     | 23-05-2009    | 3-1            | 2-1             | 20-12-2008     |
| Sochaux       | 14  | 3             | -2    | 02-11-2008    | 1-0            | 0-3             | 05-04-2009     |
| Paris SG      | 6   | 6             | 2     | 30-11-2008    | 1-0            | 1-0             | 03-05-2009     |
| Le Mans       | 16  | 2             | 0     | 25-10-2008    | 2-2            | 2-2             | 14-03-2009     |
| Grenoble      | 13  | 3             | 0     | 10-01-2009    | 0-1            | 0-1             | 17-08-2008     |
| Monaco        | 11  | 3             | -1    | 16-11-2008    | 2-1            | 1-3             | 18-04-2009     |
| Bordeaux      | 1   | 1             | -1    | 29-04-2009    | 2-3            | 1-1             | 22-11-2008     |
| Lyon          | 3   | 4             | 3     | 05-10-2008    | 3-0            | 1-1             | 01-03-2009     |
| Valenciennes  | 12  | 2             | 0     | 21-03-2009    | 0-0            | 0-0             | 29-10-2008     |
| Le Havre      | 20  | 1             | -1    | 13-09-2008    | 1-1            | 0-1             | 07-02-2009     |
| Caen          | 18  | 4             | 1     | 13-05-2009    | 1-0            | 1-1             | 06-12-2008     |
| Toulouse      | 4   | 2             | 0     | 31-01-2009    | 0-0            | 0-0             | 31-08-2008     |
| Nancy         | 15  | 2             | 0     | 14-02-2009    | 1-1            | 0-0             | 21-09-2008     |

### Réserve et équipes de jeunes
La réserve du Stade rennais entraînée par Laurent Huard évolue en CFA - Groupe D.
À l'issue des matches de championnat, elle termine première réserve du groupe. L'équipe se qualifie ainsi pour le championnat de France des réserves professionnelles.
La demi-finale, jouée le mercredi 2 juin 2009 à 15 h 00 au Stade Gerland, voit la victoire de la réserve de l'Olympique lyonnais aux tirs au but (1-1 a.p., 4-3).

#### Résultats
Les 18 ans du Stade rennais disputent à partir de janvier la Coupe Gambardella 2008-2009. L'épreuve est ouverte cette saison aux joueurs nés en 1990, 1991 et 1992. Le Stade rennais est tenant du titre, mais est sorti en huitièmes de finale par Le Havre AC.